# Carlos Olivares Zepeda
Carlos Olivares Zepeda (Chile, 25 de mayo de 1952) es un médico cirujano y político chileno. Entre 1998 y 2010 fue diputado por el Distrito 18, que abarcaba las comunas de Cerro Navia, Lo Prado y Quinta Normal.
Estudió en la Universidad de Concepción e inició sus actividades políticas al integrarse al Partido Demócrata Cristiano.

## Carrera política
En las elecciones parlamentarias de 1997 se presentó como candidato a diputado en representación de su partido. En uno de los casos más emblemáticos del sistema binominal logró un cupo en el Congreso Nacional pese a haber obtenido el cuarto lugar de las votaciones con 11 080, lo que equivalía al 6,31% de los votos. La gran votación de su compañero de lista, el PPD Guido Girardi (por sobre el 65%) permitió que la lista de la Concertación doblara y dejara sin escaños a Patricia Maldonado de la UDI y al comunista Hernán Lechuga. Integró las comisiones permanentes de Salud; y la de Recursos Naturales, Bienes Nacionales y Medio Ambiente.
Fue reelegido en 2001, siendo presidente de la Comisión Permanentes de Educación, Cultura, Deportes y Recreación; junto con participar en la de Recursos Naturales, Bienes Nacionales y Medio Ambiente; y la de Salud. Además, formó parte de la Comisión Investigadora sobre contaminación por plomo en la ciudad de Arica; y la Comisión Especial que establece beneficios para los discapacitados.
Para las elecciones de 2005 logró su tercera reelección por el mismo Distrito 18. Integró las comisiones permanentes de Salud; de Educación, Cultura, Deportes y Recreación; y de Conducta Parlamentaria. También participó en la Comisión Especial de la Cultura y de las Artes. Además, presidió la Comisión Investigadora sobre el Crédito BID-Transantiago y sobre la creación de la Carrera de Criminalística.
Cercano a Adolfo Zaldívar, en 2008 presentó su renuncia al Partido Demócrata Cristiano y se sumó al Partido Regionalista de los Independientes (PRI). Buscó su cuarta reelección por el mismo distrito, ahora bajo la lista Chile Limpio. Vote Feliz, pero no logró ser elegido. Dejó la Cámara de Diputados el 11 de marzo de 2010.
En 2011 se transformó en presidente del PRI, cargo que dejó en 2013. Durante su gestión en el partido se mostró dispuesto a tender lazos con la oposición de aquel entonces, agrupada en la naciente Nueva Mayoría, lo que lo diferenció a otros dirigentes como Eduardo Salas y Alejandra Bravo, que se fueron acercando a la Alianza por Chile. Debido a estos conflictos decidió renunciar a la colectividad.

## Historial electoral

### Elecciones parlamentarias de 1997
- Elecciones Parlamentarias de 1997 a Diputado por el Distrito 18 (Cerro Navia, Lo Prado y Quinta Normal)[6]

### Elecciones parlamentarias de 2001
- Elecciones Parlamentarias de 2001 a Diputado por el Distrito 18 (Cerro Navia, Lo Prado y Quinta Normal)[7]

### Elecciones parlamentarias de 2005
- Elecciones Parlamentarias de 2005 a Diputado por el Distrito 18 (Cerro Navia, Lo Prado y Quinta Normal)[8]

### Elecciones parlamentarias de 2009
- Elecciones parlamentarias de 2009 a Diputado por el Distrito 18 (Cerro Navia, Lo Prado y Quinta Normal)[9]